# Ankie Broekers-Knol
Anneke (Ankie) Broekers-Knol (Leiden, 23 november 1946) is een Nederlandse politica. Van 2 oktober 2023 tot 3 oktober 2024 was zij waarnemend burgemeester van Bloemendaal. Van 11 juni 2019 tot 10 januari 2022 was ze staatssecretaris van Justitie en Veiligheid. Van oktober 2001 tot juni 2019 was ze lid van de Eerste Kamer der Staten-Generaal namens de VVD. Van 2013 tot 2019 was ze tevens voorzitter van de Eerste Kamer en uit hoofde hiervan voorzitter van de Verenigde Vergadering der Staten-Generaal.

## Achtergrond en studie
Broekers-Knol komt uit een VVD-gezin. Haar vader was directeur van een papiergroothandel en zat voor de VVD in de gemeenteraad van Voorburg. Haar moeder was actief in de vrouwenbeweging van deze partij. Zelf werd ze op haar 23e lid van de VVD. Van 1965 tot 1970 studeerde Ankie Knol Nederlands recht aan de Rijksuniversiteit Leiden. 

## Loopbaan

### Jurist en gemeenteraadslid
Broekers-Knol was van 1971 tot haar pensionering in 2012 wetenschappelijk medewerker en universitair docent aan de juridische faculteit van de Rijksuniversiteit Leiden. Van 1988 tot 1992 maakte ze deel uit van het faculteitsbestuur. Van 1992 tot 2012 was ze directeur van Moot Court, een oefenrechtbank voor studenten van de Leidse rechtenfaculteit. In 1986 werd Broekers-Knol namens de VVD gekozen als gemeenteraadslid van Bloemendaal wat zij bleef tot 1997.

### Eerste Kamerlid
In 2001 kwam ze voor haar partij in de Eerste Kamer. Ze hield zich onder meer bezig met justitie en was van 21 juni 2011 tot 2 juli 2013 voorzitter van de vaste commissie voor Veiligheid en Justitie. Tevens was ze lid van de Eerste Kamercommissie voor de JBZ-raad en vicevoorzitter van de Eerste Kamercommissie voor Europese Samenwerkingsorganisaties.
Na het opstappen van Eerste Kamervoorzitter Fred de Graaf stelde Broekers-Knol zich in juni 2013 kandidaat om de nieuwe voorzitter te worden. Zij werd op 2 juli 2013 tot voorzitter gekozen en versloeg daarmee Hans Franken (CDA). Op 20 november 2018 stemde ze als enige van haar fractie tegen het initiatiefwetsvoorstel van Rob Jetten (D66) om de burgemeestersbenoeming uit de Grondwet te halen. Ze stond zeer tegen haar zin niet op de kandidatenlijst voor de Eerste Kamerverkiezingen van 2019. Op 11 juni 2019 nam zij na achttien jaar afscheid van de Eerste Kamer.

### Staatssecretaris
Op 11 juni 2019 werd Broekers-Knol beëdigd als staatssecretaris van Justitie en Veiligheid in het kabinet-Rutte III en kreeg vanaf de zomer van 2021 na de machtsovername door de Taliban in Afghanistan te maken met een toenemende stroom asielzoekers uit dat land. Broekers-Knol volgde partijgenoot Mark Harbers op, die de maand ervoor was afgetreden. Broekers-Knol was bij haar aantreden met een leeftijd van 72 jaar de oudste staatssecretaris in de Nederlandse parlementaire geschiedenis.

### Verkenner en waarnemend burgemeester
Na de Provinciale Statenverkiezingen van 2023 werd Broekers-Knol door de BoerBurgerBeweging (BBB) gevraagd om te verkennen voor een vorming van een coalitie in Noord-Holland. Broekers-Knol kwam met het advies om een coalitie te vormen van BBB, VVD, PvdA en GroenLinks. Per 2 oktober 2023 is Broekers benoemd tot waarnemend burgemeester van Bloemendaal als opvolger van burgemeester Elbert Roest. Op 3 oktober 2024 werd Michel Rog burgemeester van Bloemendaal. Op 26 september 2024 werd haar de erepenning van de gemeente Bloemendaal uitgereikt.

## Persoonlijk
Broekers-Knol is sinds 1971 gehuwd en heeft twee dochters.
- International Standard Name Identifier: 0000 0003 7045 7084
- Library of Congress Control Number: n2012023970
- Nederlandse Thesaurus van Auteursnamen: 189603232
- Parlement.com: vg09lll0erzm
- Virtual International Authority File: 237499441
- WorldCat: E39PBJkXxddfQbpgYJgyF7jQv3